# Якуб Уханський
Якуб Уханський гербу Радван (1502 — 5 квітня 1581, Лович) — польський шляхтич, католицький релігійний діяч, Королівства Польського — арцибіскуп Ґнєзна — з 31 серпня 1562 року, з 1569 року — Примас Королівства Польського і Великого князівства Литовського. Представник роду Уханських. Інтеррекс (намісник короля) Польщі у 1572—1573 та 1575—1576 рр.

## Життєпис
Народився 1502 року. Батько — Якуб — брат белзького ловчого Томаша Уханського, його небіж Павел — посланець короля Стефана Баторія.
Краківський каштелян Єнджей Тенчинський, побачивши у нього здібності, не шкодував для навчання Якуба коштів. На замку в Ловичі його коштом вимурували з фундаментів палац. 27 червня 1566 року Станіслав Сломовський підтримав звернення примаса Якуба Уханського до короля Сигізмунда II Августа, якого духівник закликав проживати спільно з королевою Катажиною.
Мав посаду холмського каноніка (з 1538) та єпископа (з 1550) РКЦ.
У меморіалі Краківської капітули РКЦ на Пйотркувський сейм 1551 року вказувалось, зокрема, що Якуб Уханський «поступав як єретик та поганин». За його дорученням, 1580 року Ян Міхалович — скульптор і архітектор епохи Відродження — виїхав до Ловича, де мав працювати над каплицею-усипальницею примаса.
Двічі був інтеррексом Польщі (1572—1573, 1575—1576, відповідно після смерті Сигізмунда ІІ Августа та втечі Генріха Валуа).
Помер 5 квітня 1581 року в м. Ловичі, був похований у місцевій колегіаті. Виконавці його заповіту поставили у храмі пишний надгробок Якубові Уханському.